# Chuối tiêu ngực đốm

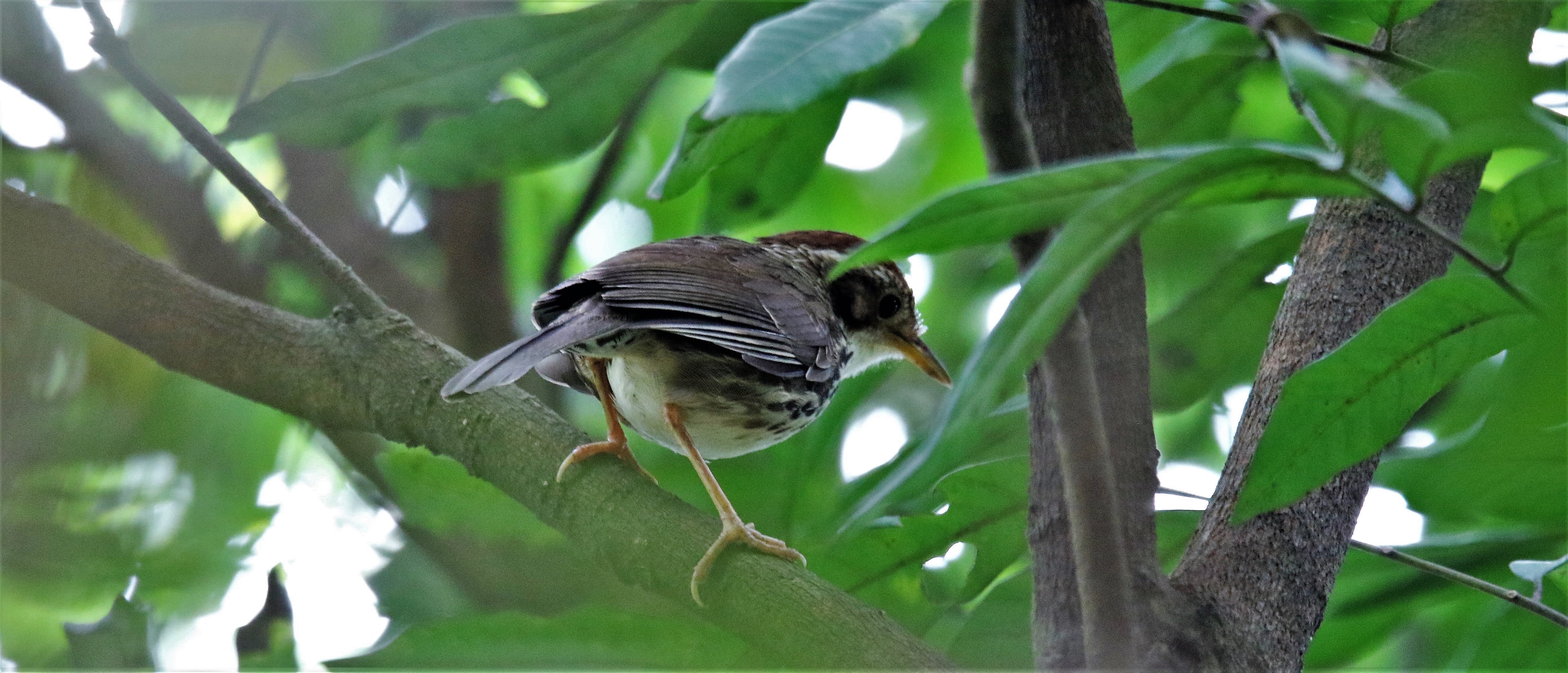
Chuối tiêu ngực đốm

Pellorneum ruficeps là một loài chim trong họ Pellorneidae.